# Куплєнсько
45°18′ пн. ш. 15°42′ сх. д. / 45.3° пн. ш. 15.7° сх. д.
Куплєнсько (хорв. Kupljensko) — населений пункт у Хорватії, у Карловацькій жупанії у складі громади Войнич.

## Населення
Населення за даними перепису 2011 року становило 317 осіб.
Динаміка чисельності населення поселення: